# 波根湖
波根湖（はねこ）は、島根県大田市久手町波根西に存在した潟湖。干拓により消滅した。

## 地勢
東西1.6キロメートル、南北0.8キロメートルにおよぶ汽水湖で、周囲は4.キロメートル以上であったという。水深は最大で3メートル前後だった。
湾の入口に砂州が発達することによって、湾の奥の部分が海から隔離されて成立した湖であった。ゆえに湖面と海面の高さがほぼ同じで、海水が湖に流入しやすく、淡水と海水が混じる汽水となる。
波根西の柳瀬地区が、湖と日本海との間に挟まれた砂嘴にあたる。

## 歴史
中世の西日本海水運の要として、沿岸の「番你（はね、波根西の大津地区）」、「山子介（刺鹿（さっか））」の2港が栄えた、と『明史』図書篇や、『籌海図編（とうかいずへん）』・『日本風土記』などの地誌に、浜田、温泉津、都野津、長浜、江津の5港とともに掲載されている。
対岸の丘陵には尼子氏の重臣であった牛尾久信の築いた鰐走城があり、波根は尼子水軍の拠点だったことから、尼子氏の本国のある出雲国と石見銀山を結ぶ交通の要衝であった。天正3年（1574年）6月、上洛を終えて帰国の途上にあった島津家久一行は、「はね（波根）の町」・「梁瀬（やなせ）のしゆく（宿）」から「大田といへる村」を経て石見銀山に向かっている（『中書家久公御上京日記(家久君上京日記)』より）。
その浅さから、近世から再三にわたって干拓や埋め立てを繰り返されてきた。宝暦12年（1762年）に、石見銀山領の代官であった川崎平右衛門は湖北の山地を開鑿させ、代官見立新田の開発と掛戸水路の改修を実施している。その後も、切添新田の造成により、湖面が狭められてきていた。
戦中から戦後にかけての干拓事業によって、完全消滅してしまった。この事業は、昭和16年（1941年）に立案され、2年後に着工されたが、戦局の悪化や水害により一時中断された。戦後の食糧難から昭和23年1948年から工事が再開され、2年で陸地化し、昭和26年（1951年）に工事終了となった。
堤防で水の流れを遮り、ポンプで排水し湖底を陸化するという、汽水の潟湖を干拓した事業としては国内の先進例で、土壌に関する事例に関する調査とその対策は、同じ汽水湖である八郎潟の干拓など、後に全国各地で実施された干拓事業に応用された。
干拓後は、塩害や粘土質の土壌の問題に苦しめられた。水田の一部は海抜0メートル以下で、排水ポンプ施設の老朽化により、雨水の排出に苦慮し、1993年より土地改良総合整備事業で農道や排水施設等を整備している。